# Frankenstein's Planet of Monsters!
Pour plus de détails, voir Fiche technique et Distribution.
Frankenstein's Planet of Monsters ! (en français : La planète des monstres de Frankenstein !) est un film de science-fiction américain réalisé par Brad Anderson, sorti en 1995. Il met en vedettes dans les rôles principaux Mike Brunelle et Steve Waldfogle.

## Synopsis
Trois femmes astronautes sont amenées à atterrir sur une planète stérile, gouvernée par un monstre de Frankenstein. Elles sont rapidement jetées dans un donjon et sont ensuite attaquées par un essaim de créatures monstrueuses.

## Distribution
- Mike Brunelle : le Monstre
- Steve Waldfogle

## Production
Le tournage a eu lieu à Somerville, au Massachusetts, aux États-Unis.

## Réception critique
Sur Letterboxd, des spectateurs ont des avis très mitigés, allant de « j’ai adoré ! » à « un film de science-fiction tourné en Super 8 de qualité B, avec des costumes et des décors bon marché mais charmants. Cependant, le douloureux jeu d’acteur et les dialogues sont lourds. Quelques morceaux amusants de stop motion de l’incroyable M. Bickford, mais autrement assez terne. » en passant par « À peu près Star Wars avec Frankenstein dans le rôle de Dark Vador et trois strip-teaseuses à la place de Luke, Leia et Han. ».